# 大黄山镇
大黄山镇，是中华人民共和国江苏省徐州市鼓楼区下辖的一个乡镇级行政单位。

## 行政区划
大黄山镇下辖以下地区：
三孔桥社区、老户人家社区、可恋庄村、坡里村、前王村、张庄村、小黄山村、西朱村、大黄山村、荆山村、王可乐村、狼古墩村、湖庄村和夏庄村。